# Ядгар-хан
Ядгар-хан (д/н—1469) — 2-й узбецький хан у 1458—1469 роках.

## Життєпис
Походив з роду Шибанідів, гілки династії Чингізидів. Онук Арабшаха, хана Золотої Орди, син Тимур-шейха. Відомостей про його діяльність обмаль. Ймовірно через слабкість та похилий вік Ябгар у 1468 році, після смерті Абулхайр-хана, на курултаї в Сигнаку за підтримки Муси, бея Ногайської Орди, та власного сина Буреке-султана (мав напівнезалежне володіння в пониззії Ситрдар'ї) був обраний новим володарем Держави кочових узбеків.
Фактично керували Муса-бей, що став беклярбеком, і Буреке-султан. Помер Ядгар-хан у 1469 році. Новим ханом став Шейх-Хайдар, син Абулхайр-хана.